# Classe Narval (sottomarino)
La classe Narval è stata la prima classe di sottomarini d'attacco a propulsione convenzionale di produzione francese dopo la seconda guerra mondiale, nonché la prima classe di sottomarini tout court prodotta e rappresentano anche la prima classe di sottomarini entrati in servizio nella Marine nationale.

## Descrizione
Costruiti tra il 1954 e il 1960 per la Marine nationale, questi sottomarini erano qualificati all'epoca di "sottomarini di squadra da 1.200 tonnellate" (in francese: " sous-marins d'escadre de 1200 tonnes ").
Disegnata all'ingegnere navale Gérard de Dinechin, questa classe si ispira dei sommergibili tedeschi del Tipo XXI della seconda guerra mondiale.
Gli studi preparatori cominciano verso il 1948 e traggono ispirazione dal sommergibile Roland Morillot (S613), un U-Boot Tipo XXI tedesco che i francesi ebbero come riparazione di guerra, e che, insieme all'U-Boot Tipo XXIII costituisce il trait d'union tra sommergibile e sottomarino.
Nel corso degli ultimi anni, il Dalphin (S 633) è stato profondamente modificato per la messa a punto degli equipaggiamenti e dei sensori che saranno poi installati sui SNLE della classe Le Triomphant, all'epoca allo stadio di progetto. Quando fu infine disarmato nel 1992, era il più vecchio sottomarino in servizio. È stato affondato al largo di Tolone.

## Sottomarini

Scalo dei sottomarini Espadon e Dauphin della classe Narval con la loro nave di sostegno logistico Rhône nel porto de La Pallice nel luglio 1969.

| Nome             | In servizio      | Disarmato        | Note                                             |
| Marine nationale | Marine nationale | Marine nationale | Marine nationale                                 |
| ---------------- | ---------------- | ---------------- | ------------------------------------------------ |
| Narval (S631)    | 1957             | 1983             | venduto e demolito nel 1986                      |
| Marsouin (S632)  | 1957             | 1982             | venduto e demolito nel 1986                      |
| Dauphin (S633)   | 1958             | 1992             | affondato come obiettivo di tiro nel 2003        |
| Requin (S634)    | 1958             | 1985             | affondato come obiettivo di tiro nel 1996        |
| Espadon (S637)   | 1960             | 1985             | esposto come nave-museo a Saint-Nazaire dal 1987 |
| Morse (S638)     | 1960             | 1986             | venduto e demolito nel 1991                      |